# ابراهیم نوروزی
ابراهیم نوروزی (زادهٔ ۱۳۵۹ خورشیدی در تهران)، عکاس ایرانی است.

## زندگی‌نامه
ابراهیم نوروزی از سال ۱۳۸۳ به عنوان عکاس حرفه‌ای در خبرگزاری فارس مشغول به کار شد. نوروزی به عنوان رئیس گروه عکس مؤسسه روزنامه ایران، آژانس عکس ایران (IIPA)، روزنامه جام جم و سپس مدیرکل چند رسانه‌ای خبرگزاری فارس منصوب شد. وی در حال حاضر عکاس خبرگزاری آسوشیتد پرس است. عکس‌های او در مجلات و خبرگزاری‌های متعدد ملی و بین‌المللی از جمله نیویورک تایمز، زمان، واشینگتن پست، فرانس پرس، آسوشیتد پرس (AP)، رویترز، یونایتد پرس، آژانس Pressphoto اروپا و شین‌هوآی چین منتشر شده‌است.  ابراهیم نوروزی در سال ۲۰۱۲ با مجموعه عکس‌هایی از اعدام قاتل سریالی زنان در قزوین و اعدام چهار نفر از عاملین حادثه تجاوز گروهی در خمینی‌شهر به عنوان برگزیده دوم بخش «موضوعات معاصر» جایزه جهانی ورلد پرس فتو و ۲۰۱۳ با مجموعه عکس «قربانیان عشق اجباری» برنده جایزه اول بخش پرتره‌های مستند و با مجموعه عکسی از زنان سوگوار در مراسم سنتی چهل منبر در خرم‌آباد با عنوان «عزادار» برنده جایزه دوم در بخش پرتره صحنه آرایی این جایزه سالانه خبری شد. او نخستین عکاس ایرانی است که در ۲ دوره متوالی مسابقه ورلد پرس فوتو برگزیده شده‌است. ابراهیم نوروزی همچنین به همراه رضا دقتی تنها عکاسان ایرانی هستند که هر یک موفق به کسب ۳ جایزه از بنیاد ورلد پرس فوتو شده‌اند، او در هند و افغانستان نیز کار کرده‌است.

## جوایز
- برگزیده دوم بخش «موضوعات معاصر»۲۰۱۲[۵]
- برنده جایزه اول ورد پرس فتو بخش پرتره‌های مستند۲۰۱۳[۶]
- برنده جایزه دوم در بخش پرتره صحنه آرایی شد۲۰۱۳[۷]